# Croton rimbachii
Espèce
Croton rimbachii est une espèce de plantes à fleurs du genre Croton et de la famille des Euphorbiaceae, présente en Équateur.